# Eduardo Rubio
Eduardo Rubio, född 7 november, 1983 i Chuquicamata, är en chilensk fotbollsspelare i Lota Schwager. Han är också känd som Pajarito och Edu. Pajarito betyder ungefär "Den lilla Fågeln". Hans pappa är den före detta landslagsspelaren Hugo "Pájaro" Rubio.

## Karriär

### Universidad Católica
Rubio började sin professionella karriär i Santiagoklubben Universidad Católicas A-lag år 2002.